# Jianzhen
Jianzhen (también conocido como Ganjin, en chino 鑒真 o 鑑真) (688–763) fue un monje chino que ayudó a propagar el budismo en Japón. A lo largo de once años (743-754) intentó visitar Japón en seis ocasiones.

## Vida

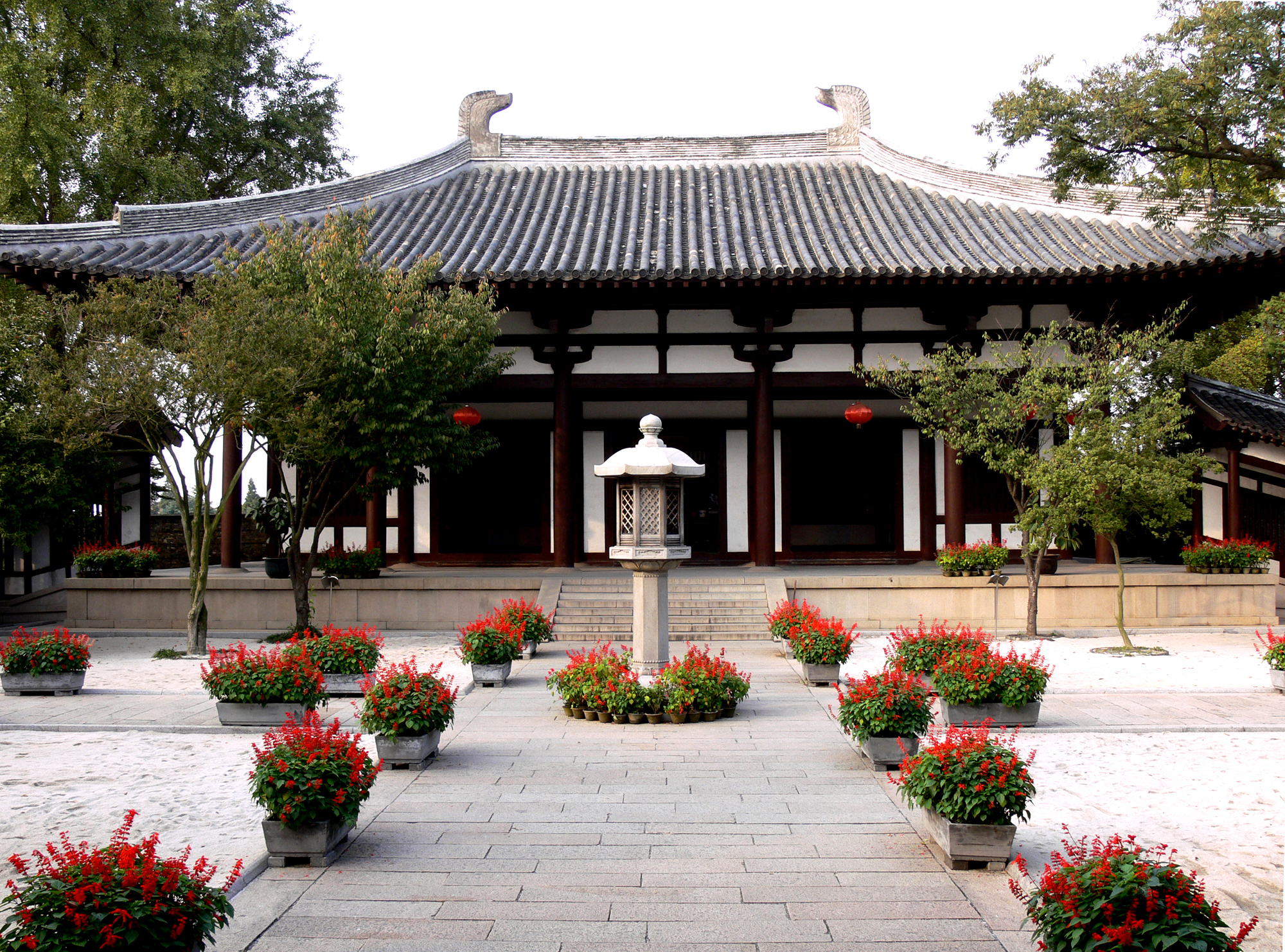
Sala-Memorial en honor del monje Jianzhen en el Templo Daming de Yangzhou, China

Jianzhen nació en Jiangyin (actual Yangzhou, Jiangsu) en China, bajo el apellido Chunyu (淳于). A los catorce años entró en la disciplina budista como discípulo del Templo Daming (大明寺). A los veinte viajó a Chang'an para proseguir su formación, volviendo seis años después y llegando a abad del templo. Además de su estudio en el Tripitaka, Jianzhen era conocido por ser un experto en medicina. Convirtió el templo en un lugar de sanación con la creación de la Corte Beitian (悲田院) que actuaba como hospital dentro del templo.
En otoño de 742, un emisario de Japón invitó a Jianzhen a enseñar en el país. A pesar de la oposición de sus discípulos, Jianzhen se preparó para el viaje y en la primavera de 743 estaba listo para el largo viaje a través del mar de China Oriental. La expedición fracasó y en los años siguientes Jianzhen trataría tres veces más de cruzar el mar, siempre siendo bloqueado por la desfavorable meteorología o problemas con las autoridades.
En verano de 748, Jianzhen lo intentó por quinta vez. Partió de Yangzhou y se dirigió al archipiélago Zhoushan, en las cercanías de Zhejiang. El barco se desvió y terminó en Yande (延德) (Hainan), de donde debió regresar por tierra a Yangzhou. Por el camino, enseñó en varios monasterios de la región. Viajó a lo largo del río Gan hasta Jiujiang, y luego aguas abajo por el río Yangtzé. El infructuoso viaje y el consiguiente retorno le costaron tres años y una infección ocular que le dejó ciego.

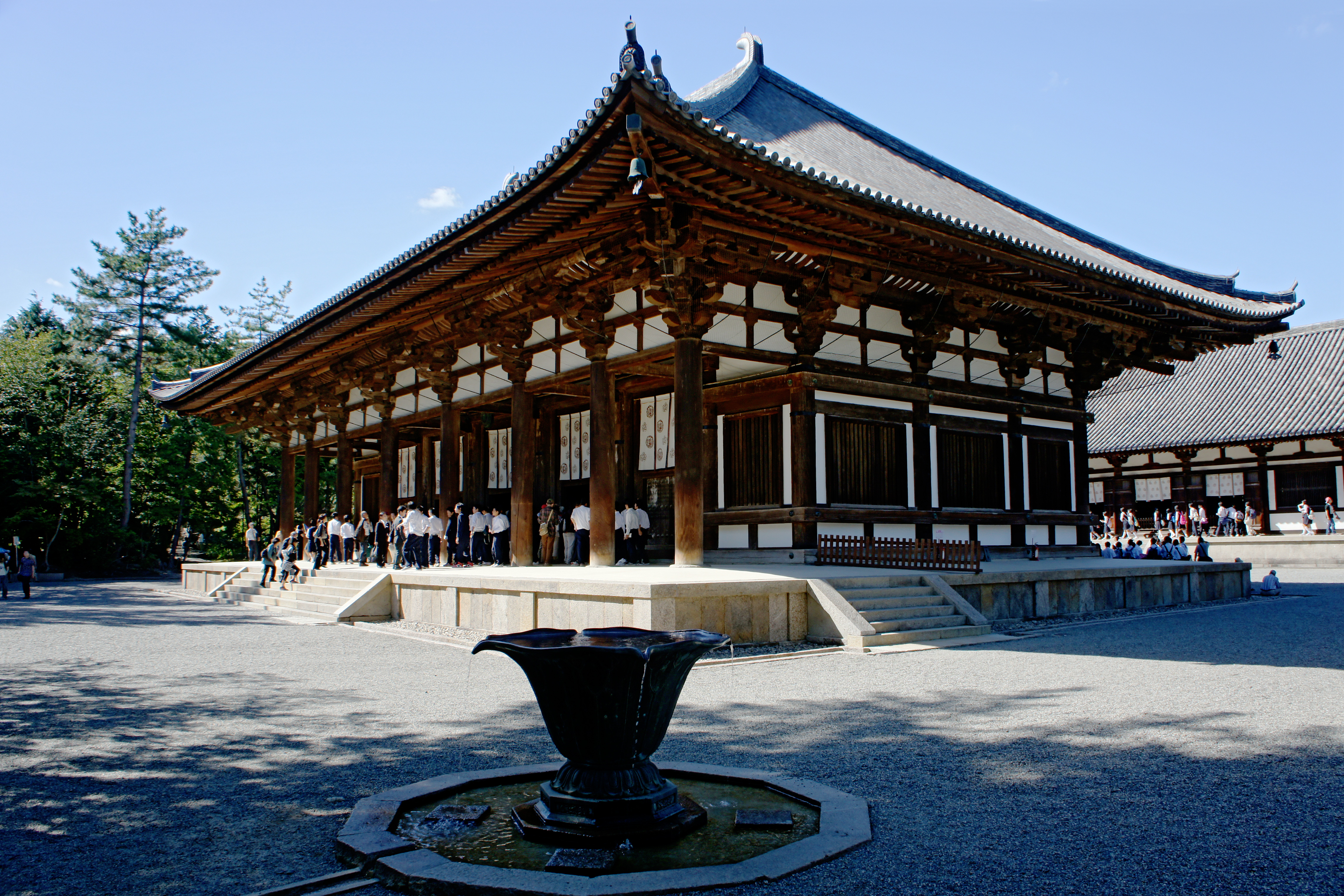
Salón dorado de Tōshōdai-ji en Nara, Japón
(Patrimonio de la Humanidad).

En el otoño de 752 el ya ciego Jianzhen decidió unirse a la comitiva de un emisario japonés que regresaba a su país. Tras un viaje lleno de acontecimientos, finalmente pisó tierra nipona en Kagoshima, Kyūshū, el 20 de diciembre. Alcanzaron Nara en la primavera del año siguiente y fueron bienvenidos por el emperador de Japón. En Nara, Jianzhen presidió el Tōdai-ji, uno de los primeros centros budistas de Japón. Los monjes chinos que le acompañaron introdujeron la escultura religiosa china en el mundo japonés. En el 755, se construyó la primera plataforma de ordenación en Tōdai-ji, donde un año el emperador Shōmu y su mujer la emperatriz Kōmyō se habían unido al monasterio. En 759 se retiró a una parcela donado por la corte imperial en la parte occidental de Nara. Ahí fundó una escuela y templo privado Tōshōdai-ji. En los diez años que siguieron hasta su muerte en Japón, Jianzhen se dedicó a divulgar el budismo y la cultura china entre la aristocracia japonesa. Se le atribuye haber introducido en Japón la escuela Ritsu, centrada en las normas monásticas budistas (vinaya).
Jianzhen murió el sexto día del quinto mes de 763.

## Homenajes
Una estatua lacada en seco de él fue erigida poco después de su fallecimiento y puede aún ser vista en Tōshōdai-ji. La estatua se muestra al público un número limitado de días en el entorno del aniversario de su muerte. Se la considera una de las mayores de su tipo y fue expuesta temporalmente en el templo de Yangzhou del que era originario como parte de un intercambio para promover la amistad entre China y Japón.
En mayo de 2010, la organización budista taiwanesa Tzu Chi produjo un drama animado basado en la vida de Jianzhen y su viaje a Japón.